# Anthaenantiopsis perforata
Anthaenantiopsis perforata är en gräsart som först beskrevs av Christian Gottfried Daniel Nees von Esenbeck, och fick sitt nu gällande namn av Parodi. Anthaenantiopsis perforata ingår i släktet Anthaenantiopsis och familjen gräs. Utöver nominatformen finns också underarten A. p. camporum.